# Dreispiegelungssatz
Der Dreispiegelungssatz  oder Satz von den drei Spiegelungen  ist ein  mathematischer Lehrsatz der Geometrie, welcher sowohl der Elementargeometrie als auch der Spiegelungsgeometrie angehört. Der Satz behandelt die wichtige Frage der Verkettung von Spiegelungen in der euklidischen Ebene.

## Formulierung des Satzes
Der Satz lässt sich darstellen wie folgt:
In der euklidischen Ebene ist die Verkettung von drei Spiegelungen ihrerseits eine solche, wenn die drei Spiegelachsen im Büschel liegen; also dann, wenn die drei beteiligten Geraden parallel sind oder einen gemeinsamen Schnittpunkt haben.
Ist die genannte Bedingung erfüllt, so gehört die Spiegelachse des Verkettungsprodukts demselben Büschel an, ist also den Achsen der drei gegebenen Spiegelungen parallel oder geht durch deren gemeinsamen Schnittpunkt.

## Folgerung aus dem Dreispiegelungssatz
Der Dreispiegelungssatz zieht den folgenden Darstellungssatz nach sich:
In der euklidischen Ebene ist jede Kongruenzabbildung selbst eine Spiegelung oder kann als Verkettung von zwei oder drei Spiegelungen dargestellt werden.
Verkürzend sagt man auch:
Jede ebene Kongruenzabbildung ist eine Spiegelung oder eine Doppelspiegelung oder eine Dreifachspiegelung.
Damit sind für eine ebene Kongruenzabbildung allein die folgenden vier Fälle möglich:
Sie ist eine Spiegelung.
Sie ist eine Verschiebung, also eine Doppelspiegelung an parallelen Spiegelachsen.
Sie ist eine Drehung, also eine Doppelspiegelung an sich schneidenden Spiegelachsen.
Sie ist eine Schubspiegelung, also die Verkettung einer Spiegelung mit einer Verschiebung in Richtung der Spiegelachse.

## Entsprechendes Ergebnis in der Raumgeometrie
Für Kongruenzabbildungen im dreidimensionalen euklidischen Raum
gilt ein entsprechender Satz, der sogenannte Darstellungssatz für räumliche Bewegungen:
Eine räumliche Bewegung ist stets darstellbar als Verkettung von höchstens vier Ebenenspiegelungen. Besitzt eine räumliche Bewegung einen Fixpunkt, so reichen dazu bereits drei Ebenenspiegelungen aus.
Hier ist dann insbesondere die Entsprechung zum ebenen Dreispiegelungssatz gültig:
Sind die Spiegelebenen dreier Ebenenspiegelungen zueinander parallel oder gehen sie durch eine gemeinsame Gerade, so ist ihre Verkettung ebenfalls eine Ebenenspiegelung.
In diesem Zusammenhang fällt auch der folgende interessante Satz über räumliche Drehungen von Leonhard Euler aus dem Jahre 1776:
Haben die beiden Drehachsen zweier räumlicher Drehungen einen gemeinsamen Schnittpunkt, so ist die Verkettung beider ebenfalls eine Drehung und deren Drehachse geht ihrerseits durch diesen Schnittpunkt.

## Axiomatischer Kontext
Im Rahmen eines Aufbaus der Ebenen metrischen (absoluten) Geometrie aus dem Spiegelungsbegriff erhält der Satz von den drei Spiegelungen den Rang eines Axioms. In diesem axiomatischen Ansatz kommt ihm eine zentrale Rolle zu, wie insbesondere aus den Untersuchungen von Johannes Hjelmslev, Gerhard Hessenberg, Arnold Schmidt und Friedrich Bachmann hervorgeht.